# PROM
PROM (на английски: Programmable Read-Only Memory) е електрически програмируема постоянна компютърна памет. Този тип памети са с малък информационен капацитет до 16 KiB и имат високо бързодействие, като времето на достъп е от порядъка на 5 до 10 ns. Характеризират се и с относително висока цена.
Записът на информация върху PROM-памети се извършва от потребителя с помощта на специални устройства – програматори. Те се програмират еднократно и биват два типа:
- със стопяемо мостче – при запис на информация чрез програматора се пропуска кратък импулс през запомнящия елемент, чийто транзистор е отпушен, в резултат на това се загрява резистивния слой и мостчето прогаря, като прекъсва връзката между емитера и разрядната шина.
- диодни – при програмиране се създава импулс, който създава върху един от диодите отбратно напрежение, по-високо от пробивното, в резултат на което може да се промени съхраненото състояние от логическа нула в логическа единица. В резултат на програмирането се извършва пробив върху емитерния преход и се получава структура на плаващ гейт.